# Romidepsine
La romidepsine est un médicament utilisé dans le traitement de certains lymphomes, vendue sous le nom de marque Istodax.

## Mode d'action
Il agit en bloquant une enzyme, l'histone désacétylase, provoquant ainsi la mort cellulaire programmée.

## Usage médical
La romidepsine un médicament utilisé pour traiter le lymphome cutané à cellules T  et les lymphomes périphériques à cellules T . Il est utilisé après l’échec des autres traitements. Le médicament est administré par injection progressive dans une veine.

## Effets secondaires
Les effets secondaires de ce médicament comprennent un faible nombre de globules blancs, un faible nombre de plaquettes, des nausées, de la fatigue ou une infection. D'autres effets secondaires peuvent inclure le syndrome de lyse tumorale ou l’allongement de l’intervalle QT ,. L'utilisation de ce médicament pendant la grossesse peut nuire au bébé.

## Histoire
Le médicament a été approuvé pour un usage médical aux États-Unis en 2009. Son homologation en Europe a été refusée en 2012. Il est obtenu à partir de la bactérie Chromobacterium violaceum. Aux États-Unis, le coût est d'environ 3 350 dollars américains  par dose de 10 mg. Une version générique a été approuvée en 2021 aux États-Unis.